# ارمنستان در سده‌های میانه

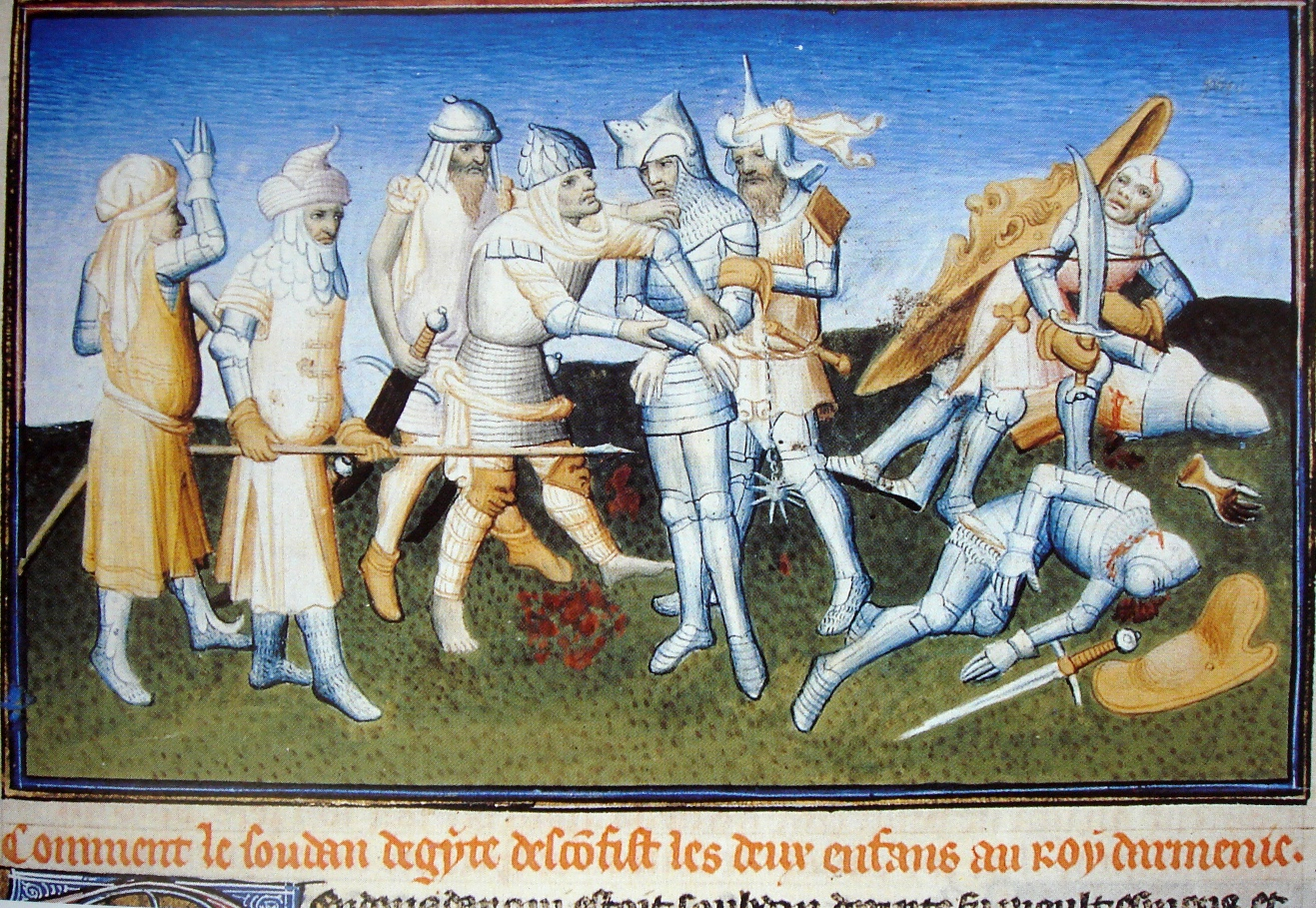
ارمنی‌ها در حال نبرد با مملوک‌ها. شاهزاده توروس کشته می‌شود (پایین سمت راست)، شاهزاده لوون سوم (پادشاه آینده لوون دوم) به اسارت گرفته می‌شود (وسط)

## پیش‌درآمد
در ۴۸۴ میلادی و طی پیمان‌نامه نوارساک ارمنی‌ها از شاهنشاهی ساسانی آزادی مذهبی و خودمختاری محدودی یافتند. 
با حمله اعراب به ارمنستان این سرزمین ضمیمهٔ امپراتوری اسلامی گردید. این دوره دویست سال به درازا انجامید و طی آن خاندان‌های کوچک ارمنی رو به ضعف گراییدند.

## حکومت‌های ارمنی

### دودمان باگراتونی
با ضعف خلافت، آشوت یکم از دودمان باگراتونی فرصت را غنیمت شمرد و در ۸۸۵ میلادی خود را پادشاه ارمنستان خواند و توانست هم از سوی خلیفه و هم امپراتور بیزانس برای پادشاهی‌اش تایید بگیرد. آشوت سوم پایتخت را از قارص به آنی منتقل نمود. آنی به زودی به مهمترین مرکز اقتصادی و فرهنگی منطقه بدل گردید. در ۱۰۴۵ میلادی بیزانس بر قلمرو باگراتونی مسلط شد و پادشاهی ایشان را برانداخت. ولی در ۱۰۶۴ سلجوقیان رومیان را از منطقه بیرون راندند و خود کنترل این سرزمین‌ها را به دست گرفتند.

## در کیلیکیه
دودمان روبنی شاخه‌ای از خاندان باگراتونی بودند که با مرکزیت شهر سیس پادشاهی ارمنی کیلیکیه را بنیاد گذاردند. این پادشاهی در زمان جنگ‌های صلیبی متحد صلیبیون بود و دژ استواری برای مسیحیت در شرق شمرده می‌شد و مرکزی برای فرهنگ ارمنی. با برآمدن مغول‌ها، هتوم یکم پادشاه این سرزمین داوطلبانه تابعیت مغولان را پذیرفت و دیگران را هم تشویق کرد تا چنین کنند. پادشاهی کیلیکیه تا سدهٔ چهاردهم میلادی خراج‌گزار مغولان بود تا در این زمان به دست مملوکان مصر از میان رفت.